# 三日平氏の乱 (平安時代)
三日平氏の乱（みっかへいしのらん）は、平安時代末期の内乱、治承・寿永の乱の戦いの一つ。元暦元年（1184年）7月から8月にかけて、前年の平氏都落ち後に、伊賀・伊勢に潜伏していた平氏残党が蜂起した事件。
『平家物語』では「三日平氏の乱」と記されているが、本来3日間で鎮圧され「三日平氏の乱」と称されたのは、この20年後の元久元年（1204年）に発生した事件であって、この1184年の平氏反乱は長期間にわたり大規模なものであった。

## 経過
寿永2年（1183年）7月の「平家都落ち」後も、その本拠であった伊賀・伊勢両国には平氏家人が播居していた。翌寿永3年(1184年)に一ノ谷の戦いが起き、平家は一ノ谷を放棄して屋島を含む四国・瀬戸内へ撤退する。だが軍船をはじめとする海軍戦力の多くは温存されており、平知盛らの指揮で数か月後の6月には、備後で土肥実平を打ち破ったのを機に以後も鎌倉軍へ連勝した。また8月1日には後背地である九州の大部分を抑えるなど、平家軍の勢いは玉葉にあるところの「平氏の勢いはなはだ強し、源氏武士など気色損じ了ぬ」といった様相にあった。
こういった動きに前後し、源頼朝ら鎌倉軍首脳部は元暦元年（1184年）3月に大内惟義を伊賀の守護に補任し、武蔵国の御家人大井実春が平家与党討伐のため伊勢へ派遣された。7月7日辰の刻（午前8時頃）に平田家継を大将軍とする反乱が勃発し、襲撃を受けた惟義の郎従が多数殺害された。時を同じくして伊勢でも平信兼以下が鈴鹿山を切り塞いで謀反を起こし、院中は例えようもないほど動揺したという（『玉葉』7月8日条）。
19日には近江国大原荘で鎌倉軍（官軍）と平氏残党が合戦となる。家継が討ち取られて梟首され、侍大将の富田家助・家能・家清入道（平宗清の子）らが討ち取られた。平信兼・伊藤忠清は行方をくらました。反乱はほぼ鎮圧されたものの、源氏方も老将佐々木秀義が討ち死にし、死者数百騎に及ぶ大きな損害を受けた。
8月3日、事態を重く見た頼朝は、蜂起した平氏勢力の中の最有力人物である平信兼の捜索を義経に命じる。
10日、信兼の3人の子息、兼衡・信衡・兼時が京の義経邸に呼び出され、斬殺、自害へ追い込まれている。義経はその2日後に信兼討伐に出撃した（『山槐記』8月10日条）。その後の合戦の経過について貴族の日記による記録はないが、『源平盛衰記』によると、伊勢国滝野の城に立てこもる100騎ほどの信兼軍が激戦の末、討ち取られたという。
この平信兼追討の最中の8月6日、義経は後白河法皇により左衛門少尉、検非違使に任じられた。
8月26日、鎌倉に義経から信兼の子息3人を宿所に呼び寄せて誅した事、信兼が出羽守を解官されたとの報告が届き、9月9日、信兼以下平氏家人の京都における所有地を、義経の支配とするよう頼朝から書状が出された（『吾妻鏡』）。
伊藤忠清は翌元暦2年（1185年）まで潜伏を続けて都を脅かした。一ノ谷の戦い以降、源範頼以下主な鎌倉武士は帰東しており、またこの反乱の最中の8月8日に、範頼は平氏追討のために鎌倉を出立し、9月1日に京から西海へ向かっている。平氏残党に対する都の不安は大きく、後白河院は治安維持のために翌年正月の義経の屋島出撃を引き留めており、義経の検非違使・左衛門尉任官は、このような情勢の不安による人事であった。近年の研究では、義経が平氏追討から外されたのは、後年の編纂書『吾妻鏡』が記すような無断任官による頼朝の怒りのためではなく、京都の治安維持に義経が必要であり、法皇や貴族たちの強い反対があったためと考えられている。
なお、平信兼と平田家継は源義仲打倒の立場から、義経の入京に協力した京武者たちであった。『吾妻鏡』では信兼の息子たちが事件の張本であったとするが、彼らは義経の屋敷に出向いていることから反乱と深い関わりは持っていなかったと見られる。信兼追討の背景には、独立性の強い京武者の排除、従属させようとする頼朝の方針があったと考えられる。